# Lee Jun-ik
Lee Jun-ik (* 25. September 1959 in Seoul) ist ein südkoreanischer Filmregisseur und Produzent. Unter Filmkritikern gilt er als Spezialist für kommerzielle historische Filme. Sein Film The King and the Clown wurde 2005 erfolgreichster koreanischer Film aller Zeiten, wurde aber bereits ein Jahr später von Bong Joon-hos Film The Host überholt.

## Leben
Zwischen 1993 und 2003 besuchte Lee Filmfestspiele und Filmmärkte, um ausländische Filmlizenzen für den Vertrieb in Südkorea zu erwerben. Dabei traf er Menschen, die keinen Schimmer von Korea hatten und ihn fragten, ob er aus Nord- oder Südkorea komme. Deshalb wollte Lee der Welt mehr über Koreas Kultur, Geschichte und Traditionen zeigen und sah im Film die ideale Möglichkeit dazu.
Lees 10. Film Dongju über den Dichter Yun Dong-ju drehte er mit einem Budget von lediglich 500 Millionen Won. Yun Dong-ju lebte zur Zeit des japanisch besetzten Koreas und drückte seinen Widerstand durch Gedichte aus.
2017 wurde Anarchist from Colony veröffentlicht, eine Filmbiografie über den Anarchisten Park Yeol, der nach der Bewegung vom 1. März 1919 nach Tokio (Japan) ging, um direkt gegen das Japanische Kaiserreich zu protestieren. Regisseur Lee Jun-ik legte Wert auf historische Genauigkeit und fokussierte sich dabei auf die Zeit von 1923 bis 1926, als es nach dem Großen Kantō-Erdbeben zu Übergriffen auf Koreaner in Japan kam und daraufhin Park Yeol sowie Kaneko Fumiko eingesperrt und als Sündenböcke angeklagt wurden. Beide nutzten die Gerichtsverhandlung, um die Aufmerksamkeit auf das Massaker zu lenken, bei dem etwa 6000 Koreaner ermordet worden sein sollen.
Zu Ehren des 100. Jubiläums des koreanischen Films drehte Lee Joon-ik einen Kurzfilm Titel Chumo (추모) für die Reihe 100X100 des Korean Film Council.

## Filmografie (Auswahl)

### Regie
- 2003: Once Upon a Time in a Battlefield
- 2005: The King and the Clown
- 2006: Radio Star
- 2007: The Happy Life
- 2008: Sunny
- 2010: Blades of Blood
- 2011: Krieg der Königreiche – Battlefield Heroes (평양성)
- 2013: Hope (소원 Sowon)
- 2015: The Throne (사도 Sado)
- 2016: Dongju: The Portrait of a Poet (동주)
- 2017: Anarchist from Colony
- 2018: Sunset in My Hometown (변산 Byeongsan)

### Produzent
- 1999: The Spy
- 2000: The Anarchist
- 2001: Hi, Dharma